# Санчес, Хосе (футболист, 2003)
Хосе́ Аро́н Са́нчес Фло́рес (исп. José Arón Sánchez Flores; родился 4 мая 2003) — перуанский футболист, защитник клуба «Академия Депортива Кантолао».

## Клубная карьера
2 февраля 2020 года дебютировал в основном составе клуба «Академия Депортива Кантолао» в Примеры Перу против «Сьенсиано». 3 ноября 2020 года забил свой первый гол за клуб в матче против «Кахамарки».

## Карьера в сборной
Весной 2019 года в составе сборной Перу до 17 лет сыграл на чемпионате Южной Америки (до 17 лет).
В 2020 году дебютировал в составе сборной Перу до 20 лет.